# Michel Delesalle
Michel Delesalle (* 22. Dezember 1907 in Buenos Aires; † 7. April 1980 in Paris) war ein französischer Eishockeyspieler.

## Karriere
Michel Delesalle nahm für die französische Eishockeynationalmannschaft an den Olympischen Winterspielen 1936 in Garmisch-Partenkirchen teil. Auf Vereinsebene spielte er für Stade Français.